# Ducado de Urbino
O Ducado de Urbino (1443-1631) foi um antigo estado localizado na Itália central, de origem feudal e ligado por laços de vassalagem aos Estados Pontifícios. Ocupava a parte setentrional da actual região da Marche e parte da alta Umbria, coincidindo com o actual território da comuna de Gubbio.

## Instituições
O nascimento do ducado remonta a 1443, quando o conde Oddantonio II de Montefeltro foi nomeado duque de Urbino pelo Papa Eugénio IV. O Estado teve por capital, durante longo tempo, a cidade homónima, que se tornou rapidamente num dos principais focos do Renascimento italiano. Em 1506 é ali fundada um estabelecimento universitário: a Università degli Studi di Urbino, Carlo Bo.

## Fronteiras
Aquando da sua constituição, o Ducado de Urbino confinava na sua parte nordeste com o Adriático, a ocidente com a República de Florença e para as restantes áreas com os Estados Pontifícios.

## Acontecimentos históricos
A nomeação papal transformou o Condado de Urbino, constituído em 1213, num ducado governado pela família Montefeltro.
Durante o governo de Frederico III de Montefeltro, o estado atinge a sua máxima expansão territorial e uma notável prosperidade económica. Cerca de 1480, Gubbio torna-se a segunda residência da família ducal.
O Estado passou em seguida (1508) à família Della Rovere que, em 1523, transferiu a capital de Urbino para Pesaro. A cidade de Urbino foi afectada, tanto em termos económicos como demográficos, mas o Estado continuou a gozar de uma relativa prosperidade até ao início do século XVII. Em 1631, com a extinção da dinastia dos Della Rovere, o Papa Urbano VIII decretou a devolução do ducado aos Estados Pontifícios, fazendo valer os direitos feudais que a Santa Sé detinha bem como a vontade do último duque, Francisco Maria II Della Rovere, que desde 1625 havia designado como sucessor a Santa Sé. Imediatamente após a incorporação foi instituída a Legação de Urbino que, no século XVIII, deu o seu nome à província pontifícia homónima.

## Condes e duques de Urbino

Brasão inicial da família Montefeltro.

Brasão dos Montefeltro após 1443.

### Dinastia Montefeltro
- Bonconte I de Montefeltro, Conde de Urbino 1234-1242
- Montefeltrano II de Montefeltro, 1242-1255
- Guido da Montefeltro, 1255-1285 († 1298) [nt 1]
  - controlo Papal 1285-1304
- Frederico I de Montefeltro 1296-1322
- Guido II de Montefeltro, Galasso da Montefeltro e Nolfo de Montefeltro, 1322-1360
  - controlo Papal 1322-1324
- Frederico II de Montefeltro, 1360-1363 († 1370 ca.)
- António II de Montefeltro, 1363-1404
  - controlo Papal 1369-1375
- Guidantonio de Montefeltro 1404-1443
- Oddantonio II de Montefeltro, 1.º Duque de Urbino 1443-1444
- Frederico III de Montefeltro 1444-1482
- Guidobaldo I de Montefeltro 1482-1508
  - domínio de César Bórgia 1502-1504

### Dinastia Della Rovere
| Nome                                        | Imagem                              | Nascimento | Casamento e descendência                         | Morte                                               |
| ------------------------------------------- | ----------------------------------- | --- | ------------------------------------------------ | --------------------------------------------------- |
| Francisco Maria I Duque de Sora 1508 — 1538 | Francisco Maria I, Duque de Urbino  | 22 de março de 1490 | Leonor Gonzaga 25 de setembro de 1509 5 filhos   | 20 de outubro de 1538 (48 anos, 6 meses e 28 dias)  |
| Lourenço II 1516 — 1519                     | Lourenço II, Duque de Urbino        | 12 de setembro de 1492 | Madalena de Auvérnia 13 de junho de 1518 1 filho | 4 de maio de 1519 (26 anos, 7 meses e 22 dias)      |
| Guidobaldo II 1539 — 1574                   | Guidobaldo II, Duque de Urbino      | 2 de abril de 1514 | Vitória Farnésio 26 de janeiro de 1548 4 filhos  | 28 de setembro de 1574 (60 anos, 5 meses e 26 dias) |
| Francisco Maria II 1574 — 1621              | Francisco Maria II, Duque de Urbino | 20 de fevereiro de 1549 | Livia Della Rovere 29 de abril de 1599 1 filho   | 23 de abril de 1631 (82 anos, 2 meses e 3 dias)     |
| Frederico Ubaldo 1621 — 1623                | Frederico Ubaldo, Duque de Urbino   | 16 de maio de 1605 | Cláudia de Médici 1621 1 filho                   | 28 de junho de 1623 (18 anos, 1 mês e 12 dias)      |
| Francisco Maria II 1623 — 1625              | Francisco Maria II, Duque de Urbino | 20 de fevereiro de 1549 | Livia Della Rovere 29 de abril de 1599 1 filho   | 23 de abril de 1631 (82 anos, 2 meses e 3 dias)     |
| Francisco Maria II 1623 — 1625              | Francisco Maria II, Duque de Urbino | Francisco Maria II regressa ao poder como Duque Soberano de Urbino após a morte precoce do filho, Frederico Ubaldo. Em 1625, Francisco Maria II cede o Ducado de Urbino aos Estados Pontifícios, cessão esta oficializada em 1631, após a morte do último Della Rovere. |                                                  |                                                     |